# Pape Rock
Pape Rock är en kulle i Antarktis. Den ligger i Östantarktis. Australien gör anspråk på området. Toppen på Pape Rock är 1 446 meter över havet.
Terrängen runt Pape Rock är lite kuperad. Trakten är obefolkad. Det finns inga samhällen i närheten.